# 錫瓦河
錫瓦河是俄羅斯的河流，位於烏德穆爾特共和國和彼爾姆邊疆區，屬於卡馬河的右支流，河道全長206公里，流域面積4,870平方公里，河流在每年10月中至4月結冰。